# Bouwkuip

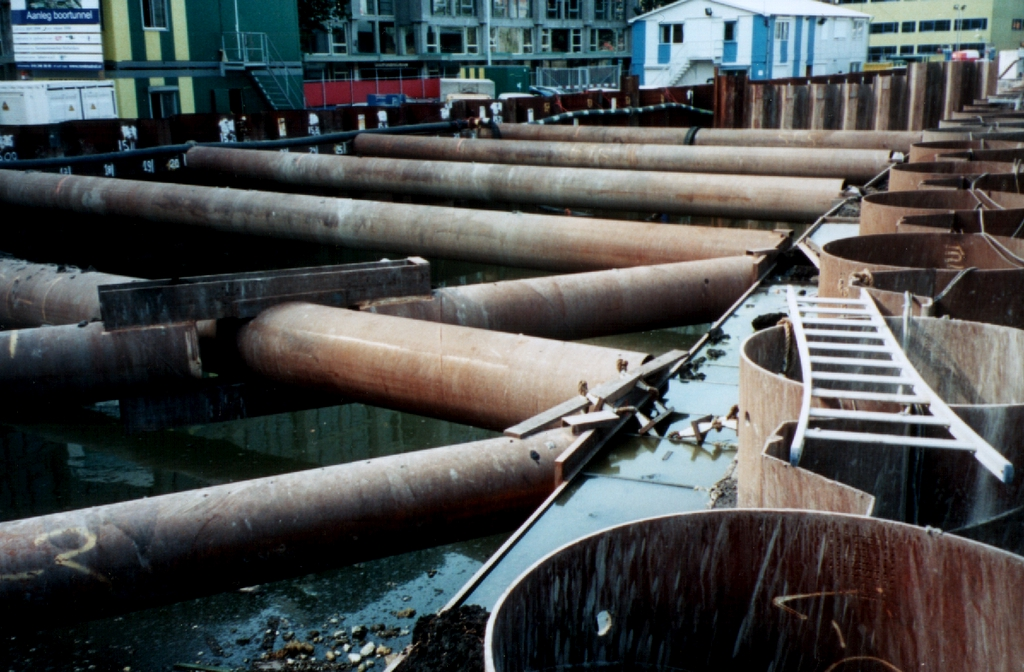
Bouwkuip met stempelraam

Een bouwkuip is een tijdelijke, waterdichte constructie, waarbinnen een ontgraving plaatsvindt ten behoeve van het realiseren van een bouwwerk.
Bij het realiseren van een bouwwerk is het vaak nodig een bouwput te graven. Soms kan deze bouwput onder natuurlijk talud worden afgegraven. Wanneer er echter wordt gebouwd vlak langs wegen, spoorlijnen of andere gebouwen, zal langs de randen van de bouwput een grondkerende constructie moeten worden toegepast. Als deze constructie niet alleen gronddicht, maar ook waterdicht wordt uitgevoerd, wordt gesproken van een bouwkuip.
Grofweg bestaat een bouwkuip uit de volgende onderdelen: 
- de verticale grond en waterkering langs de zijwanden van de bouwkuip
- de horizontale grond en waterkering langs de bodem van de bouwkuip

## Verticale grondkering
De verticale grondkering, een soort keerwand, keert de horizontale grond- en waterdrukken. Deze verticale grondkering zal bestaan uit een wandconstructie. Omdat na het ontgraven het bodemniveau buiten de bouwkuip hoger zal zijn dan aan de binnenzijde zal een horizontale gronddruk ontstaan, die de grondkerende wand de bouwkuip in wil duwen. De wand zal dus altijd op een of meerdere niveaus moeten worden gesteund. Het ligt voor de hand de wandconstructie dieper door te zetten dan het bodemniveau van de bouwkuip, zodat op dit niveau een steunpunt aanwezig zal zijn. Bij diepe bouwkuipen zal de vervorming van de wand (door grotere gronddrukken) meer toenemen. Hierdoor kan ook op hogere niveaus een ondersteuning nodig zijn. Dit kan door het toepassen van stempels binnen de bouwkuip, of ankers buiten de bouwkuip. De wandconstructie bestaat nu dus uit 2 onderdelen:
1. De eigenlijke wand (bij waterdichte uitvoering wordt dan gesproken over een bouwkuip)
2. De ondersteuningsconstructie.

### Wandconstructies
In het algemeen kan ook de wandconstructie weer worden onderverdeeld in 2 groepen. De ingebrachte constructies en de in de grond gevormde constructies. Onder ingebrachte constructies wordt hier verstaan dat de wand bestaat uit elementen die in de grond worden geheid of getrild. Voorbeelden hiervan zijn: 
- Berlinerwand
- Combiwand
- Damwand

Bij in de grond gevormde constructies worden mengsels in vloeibare vorm in de grond gebracht. Na verharding ontstaat dan een massieve wand, eventueel versterkt met een wapening. Voorbeelden van in de grond gevormde constructies zijn:
- Diepwanden
- Groutpalenwand

### Ondersteuningsconstructies
De ondersteuningsconstructies vallen uiteen in constructies die boven het bodemniveau van de bouwkuip en constructie die onder dat niveau worden toegepast. De ondersteuningsconstructies die op of onder het bodemniveau worden toegepast, zullen ook de verticale waterdruk moeten weerstaan.

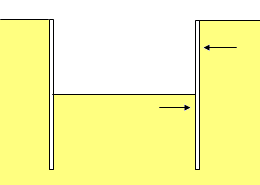
Bouwkuip met actieve (van rechts naar links) en passieve (van links naar rechts) gronddruk

- Passieve gronddruk (op bodemniveau)

In enkele gevallen zal het voldoende zijn dat de wand alleen wordt gesteund door de grond binnen de bouwkuip. Deze grond levert dan tegendruk die de wand op zijn plaats houdt. Deze tegendruk wordt passieve gronddruk genoemd.
- Onderwaterbeton (op bodemniveau) zie verder
- Groutplaat (onder bodemniveau) zie verder
- Groutboog (onder bodemniveau) zie verder

- Stempelraam

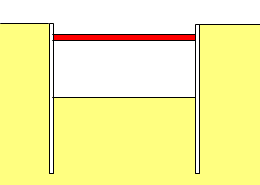
Bouwkuip met stempelraam

Een stempelraam bestaat uit balken die tussen de wanden worden aangebracht. Het stempelraam kan bestaan uit stalen profielen, buizen en H-profielen, maar ook beton kan worden toegepast. Het nadeel van betonnen balken is dat deze na sloop niet meer voor hergebruik geschikt zijn. Stalen profielen kunnen worden gedemonteerd en worden gebruikt bij andere projecten. Het voordeel van het toepassen van betonnen stempelramen is dat deze deel kunnen gaan uitmaken van de uiteindelijk te bouwen constructie. Zo kunnen de betonnen balken waaruit het stempelraam is opgebouwd, de vloeren van het bouwwerk gaan dragen. Ook in de bouwfase kan handig van een stempelraam gebruik worden gemaakt, door bijvoorbeeld het transport van de materialen over het stempelraam plaats te laten vinden. Bij hijsactiviteiten zal het stempelraam evenwel vaak in de weg zitten.
- Ankers

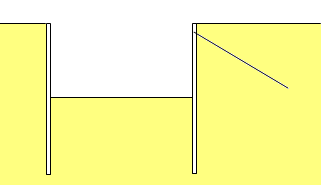
Bouwkuip met ankers

Ook ankers kunnen toegepast worden teneinde de vervormingen van de wand binnen de grenzen te houden. Het grote voordeel van de toepassing van ankers is dat deze de bouwkuip optimaal bereikbaar houden voor hijs- en bouwactiviteiten. Het nadeel is echter dat het moeilijk is de ankers na de bouw uit de grond te verwijderen. Bovendien is buiten de bouwkuip vaak geen ruimte om ankers aan te brengen, zeker als gebouwd wordt in stedelijk gebied. Men heeft dan te maken met naastliggende gebouwen, kabels en leidingen en andere obstakels die het aanbrengen van de ankers in de weg zullen zitten.

## Horizontale grond en waterkering
De horizontale grond en waterkering keert de verticale grond- en waterdrukken. Naarmate de ontgraving in de bouwkuip vordert zal de neerwaartse gronddruk in de bouwkuip afnemen. Wanneer de opwaartse waterdruk (op de grond aan de onderzijde van de bouwkuip) uiteindelijk groter wordt dan de neerwaartse gronddruk in die bouwkuip zal de bodem als een kurk omhoogdrijven. Om dit te voorkomen zijn er twee mogelijkheden:

### Opwaartse waterdruk verkleinen
- Waterafsluitende lagen

In sommige gevallen is in de onderzijde een waterafsluitende grondlaag aanwezig. Vooral de laag van Kedichem (een dieperliggende kleilaag) is vaak een betrouwbare waterdichte laag. Als van deze lagen gebruik wordt gemaakt, moeten de wanden voldoende diep in de kleilaag worden ingebracht, teneinde een goede waterdichte aansluiting te realiseren.
- Bemaling van grondwater

Door het toepassen van bemalingen, waarbij het grondwater uit de grond wordt gepompt, kan de opwaartse druk worden verkleind. Nadeel hiervan is dat grondwater uit de omgeving verdwijnt, waardoor in de omtrek de grondwaterspiegel wordt verlaagd. Dit heeft vooral consequenties voor begroeiing, en funderingen van omliggende gebouwen. De draagkracht van funderingen kan aanmerkelijk afnemen bij verlaging van het grondwaterpeil. Bij paalfunderingen bestaat dan kans op negatieve kleef en verzakking.

### Neerwaartse druk vergroten

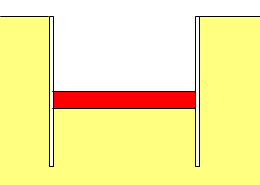
Bouwkuip met onderwaterbeton

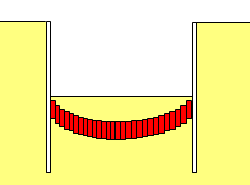
Bouwkuip met groutboog

- Onderwaterbeton

Tijdens de ontgraving wordt er water in de bouwkuip gelaten. De neerwaartse druk blijft hierdoor aanwezig, en het evenwicht gegarandeerd. Er wordt dus onderwater ontgraven. Nu wordt op de bodem (onder water) een massieve betonplaat gestort, met een zodanige massa, dat deze de neerwaartse druk over kan nemen van het, nog in de bouwkuip aanwezige water. Het water kan nu veilig weggepompt worden.  De ontstane onderwaterbetonplaat zorgt nu voor verticaal evenwicht, een waterafsluitende laag en voor ondersteuning van de wandconstructie.
- Groutplaat

Een groutplaat is ook een massieve constructie. Deze wordt aangebracht voordat met ontgraven wordt begonnen. Door middel van een ronddraaiende lans wordt onder de grond een mengsel van grout aangebracht. Hierdoor ontstaat een groot aantal cilinders die tezamen een massieve plaat vormen. Ook deze plaat zorgt voor een afsluitende laag en voor ondersteuning van de wandconstructie.
- Groutboog

De groutboog is te vergelijken met een groutplaat, maar is in principe, door zijn boogvorm, beter bestand tegen opwaartse drukken. Ook de groutboog zal een afsluitende laag vormen en een aandeel in de ondersteuning van de wandconstructie leveren. Beide groutconstructies vormen dus een massief geheel, opgebouwd uit een groot aantal cilinders. Omdat de cilinders diep onder de grond worden aangebracht, en men dus geen zicht op het werk heeft, is bij grote werken met grote aantallen cilinders de kans groot dat er een gat ontstaat tussen een aantal cilinders. Het is dan dus zeker dat er lekkage in de groutboog of de groutplaat ontstaat. Wanneer dit niet onderkend wordt bestaat het gevaar op onderlopen van de bouwkuip tijdens de bouw. Deze problematiek heeft bij de bouw van de, inmiddels opgeleverde, Haagse tramtunnel een belangrijke rol gespeeld.

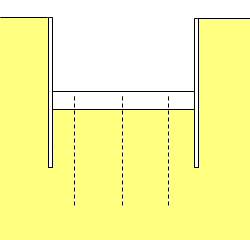
Bouwkuip met trekpalen

- Trekelementen zoals palen of ankers in combinatie met onderwaterbeton, groutbogen, groutplaten etc.

Om de neerwaartse druk te vergroten kunnen ook trekelementen worden toegepast, die worden verbonden aan de onderwaterbeton of andere afsluitende constructies. De trekelementen kunnen bestaan uit funderingspalen, damwandprofielen of ankers. De trekelementen mobiliseren het grondgewicht dat onder de bouwkuipbodem ligt, en zorgen zodoende voor de nodige extra (neerwaarts gerichte) ballast.

## Nederlandse tunnels gebouwd met open bouwkuip

### Autotunnels
- Velsertunnel, Beverwijk 1957
- eerste Schipholtunnel, Schiphol 1966
- Zeeburgertunnel, Amsterdam 1990 (ook deels zinktunnel)
- tweede Schipholtunnel, Schiphol 1999
- Koningstunnel, Den Haag 2000
- Sijtwende, Leidschendam 2003

### Aquaducten
- Aquaduct Haarlemmerringvaart, Haarlemmermeer 1958
- Gouwe-aquaduct, Gouda 1981
- Aquaduct Cortland, Zuidplaspolder 1981
- Gaag-aquaduct, Delft 1998
- Houkesloot-aquaduct, Sneek 2003
- Vliet-aquaduct, Leidschendam 2003
- Naviduct Krabbersgat, Enkhuizen 2003

### Spoortunnels
- Velserspoortunnel, Velsen 1957
- Willemspoortunnel, Rotterdam 1996 (ook deels zinktunnel)
- Schipholspoortunnel, Schiphol 1986/2001
- Spoortunnel Rijswijk, Rijswijk 1996
- Spoortunnel Best, Best 2002
- Giessentunnel, Giessen 2005
- Tunnel Zevenaar, Zevenaar 2005
- HSL Rotterdam Noordrand, Rotterdam 2006
- HSL Dordtsche Kil, Dordrecht 2006 (ook deels zinktunnel)

### Metrotunnels
- Erasmuslijn, Rotterdam 1966 (ook deels zinktunnel)
- Calandlijn, Rotterdam 1986/2002 (ook deels zinktunnel)